# Tituly a vyznamenání Jimmyho Cartera
James Earl „Jimmy“ Carter, Jr., bývalý americký politik a prezident Spojených států amerických, obdržel během svého života řadu státních vyznamenání, nestátních ocenění a čestných titulů. Bylo po něm pojmenováno také několik míst, institucí a dalších objektů. Jeho prezidentská knihovna, Knihovna a muzeum Jimmyho Cartera (Jimmy Carter Library and Museum) byla otevřena v roce 1986.

## Vyznamenání
- Prezidentská medaile svobody – USA, 1999
- velkokříž Řádu Vasco Núñeze de Balboa – Panama, 1995
- velkokříž Řádu koruny – Belgie, 2011 – udělil král Albert II.
- Řád Manuela Amadora Guerrera – Panama, 2016

## Ocenění
- Cena stříbrného bizona – Boy Scouts of America, 1978
- Zlatá medaile – International Institute for Human Rights, 1979
- International Mediation medal – American Arbitration Association, 1979
- International Human Rights Award – Synagogue Council of America, 1979
- Foreign Language Advocate Award – Northeast Conference on the Teaching of Foreign Languages, 1979[2]
- Conservationist of the Year Award – 1979
- Harry S. Truman Public Service Award – 1981
- Ansel Adams Conservation Award – Wilderness Society, 1982
- World Methodist Peace Award – 1985
- Albert Schweitzer Prize for Humanitarianism – 1987
- Edwin C. Whitehead Award – National Center for Health Education, 1989
- S. Roger Horchow Award for Greatest Public Service by a Private Citizen – Jefferson Awards Foundation, 1990[3]
- Filadelfská medaile svobody – National Constitution Center, 1990
- Spirit of America Award – National Council for the Social Studies, 1990
- Physicians for Social Responsibility Award – 1991
- Aristotle Prize – Alexander S. Onassis Foundation, 1991
- W. Averell Harriman Democracy Award – National Democratic Institute for International Affairs, 1992
- Spark M. Matsunaga Medal of Peace – US Institute of Peace, 1993
- Humanitarian Award – CARE International, 1993
- Conservationist of the Year Medal – National Wildlife Federation, 1993
- Audubon Medal – National Audubon Society, 1994
- Rotary Award for World Understanding – 1994
- J. William Fulbright Prize for International Understanding – 1994
- National Civil Rights Museum Freedom Award – 1994
- UNESCO Félix Houphouët-Boigny Peace Prize – 1994
- Four Freedom Award, Freedom Medal – 1995
- Bishop John T. Walker Distinguished Humanitarian Award – Africare, 1996
- Humanitarian of the Year – CQ Awards, 1996
- Indira Gandhi Prize for Peace, Disarmament and Development – 1997
- Jimmy and Rosalynn Carter Awards for Humanitarian Contributions to the Health of Humankind – National Foundation for Infectious Diseases, 1997
- United Nations Human Rights Award – 1998
- Hooverova medaile – 1998
- Delta Prize for Global Understanding – Delta Air Lines & The University of Georgia, 1999
- International Child Survival Award – UNICEF Atlanta, 1999
- William Penn Mott, Jr., Park Leadership Award, National Parks Conservation Association, 2000[4]
- Zayed Internatioanl Prize for the Environment – 2001
- Herbert Hoover Humanitarian Award – Boys & Girls Clubs of America, 2001
- Nobelova cena za mír – 2002
- Christopher Award – 2002
- Pulitzer Prize Finalist in Biography or Autobiography – 2002
- Georgia Writers Hall of Fame – University of Georgia, 2006
- Grammy Award for Best Spoken Word Album – National Academy of Recording Arts and Sciences, 2007[5]
- Berkeley Medal – Kalifornská univerzita, 2. května 2007
- International Award for Excellence and Creativity – Palestinská autonomie, 2009[6]
- Mahatma Gandhi Global Nonviolence Award – Mahatma Gandhi Center for Global Nonviolence, Univerzita Jamese Madisona (spolu se svou ženou Rosalynn Carterovou)
- American Peace Award – 2009 (spolu se svou ženou Rosalynn Carterovou)[7]
- International Catalonia Award – 2010
- Internatioanl Advocate for Peace award – Cardozo Journal of Conflict Resolution, Cardozo School of Law, 2013
- O'Connor Justice Prize – 2015
- President's Medal – Emoryho univerzita, 2015
- Liberty and Justice For All Award – LBJ Foundation, 2016
- Grammy Award for Best Spoken Word Album – National Academy of Recording Arts and Sciences, 2016[8]
- Georgia Hunting and Fishing Hall of Fame – 2016
- Ivan Allen Jr. Prize for Social Courage – Georgijský technický institut, 2017
- Gerald R. Ford Medal for Distinguished Public Service – 2017
- Bill Foege Global Health Award – 2018
- Georgia Agricultural Hall of Fame – University of Georgia, 2018[9]
- Grammy Award for Best Spoken Word Album – National Academy of Recording Arts and Sciences, 2019

### Ceny Grammy
Jimmy Carter byl nominován celkem devětkrát na Cenu Grammy v kategorii Nejlepší album mluveného slova. Tuto nominaci vyhrál třikrát.
| Rok  | Kategorie                      | Nominovaná práce                                              | Výsledek  |
| ---- | ------------------------------ | ------------------------------------------------------------- | --------- |
| 1997 | Nejlepší album mluveného slova | Living Faith                                                  | nominován |
| 1998 | Nejlepší album mluveného slova | The Virtues of Aging                                          | nominován |
| 2001 | Nejlepší album mluveného slova | An Hour Before Daylight                                       | nominován |
| 2006 | Nejlepší album mluveného slova | Our Endangered Values: America's Moral Crisis                 | vítěz     |
| 2007 | Nejlepší album mluveného slova | Sunday Mornings In Plains: Bringing Peace To A Changing World | nominován |
| 2009 | Nejlepší album mluveného slova | We Can Have Peace In The Holy Land                            | nominován |
| 2014 | Nejlepší album mluveného slova | A Call to Action                                              | nominován |
| 2015 | Nejlepší album mluveného slova | A full Life: Reflections at 90                                | vítěz     |
| 2018 | Nejlepší album mluveného slova | Faith – A Journey for All                                     | vítěz     |

## Akademické tituly
Jimmy Carter obdržel čestné tituly z mnoha amerických i zahraničních vysokých škol a univerzit:
- LL. D. (honoris causa)
  -  Morehouse College, 1972
  -  Morris Brown College, 1972
  -  University of Notre Dame, 1977
  -  Emoryho univerzita, 1979
  -  Univerzita Kwansei Gakuin, 1981
  -  Georgia Southwestern State University, 1981
  -  New York Law School, 1985
  -  Bates College, 1985
  -  Centre College, 1987
  -  Creighton University, 1987
  -  Pensylvánská univerzita, 1998
  -  Queen's University v Kingstonu, 2012
- D. Eng (honoris causa)
  -  Georgijský technický institut, 1979
- Ph. D (honoris causa)
  -  Weizmannův institut věd, 1980
  -  Telavivská univerzita, 1983
  -  Haifská univerzita, 1987
- D.H.L. (honoris causa)
  -  Central Connecticut State University, 1985
  -  Trinity College, 1998
  -  Univerzita Hoseo, 1998
- doctor honoris causa
  - G.O.C. University, 1995
  -  Džubajská univerzita, 2002
- čestný člen Royal College of Surgeons in Ireland, 2007[11]
- čestný člen Mansfield College, Oxfordské univerzity, 2007[12]
- doktor občanského práva, Oxfordská univerzita, 20. června 2007
- Doctor of Humanities, Liberty University, 19. května 2018[13]
- v roce 1991 byl jmenován čestným členem Phi Beta Kappa Kansaské státní univerzity[14]

## Eponyma
V roce 1998 americké námořnictvo pojmenovalo na počest bývalého prezidenta Cartera a jeho služby u námořnictva ponorku třídy Seawolf jako USS Jimmy Carter (SSN-23). Ponorka se stala jedním z prvních plavidel námořnictva, která byla pojmenována po žijící osobě.
V roce 2002 dostal druh ryb vědecké jméno po Carterovi, za jeho vedoucí postavení v oblasti životního prostředí a za jeho úspěchy v oblasti národní energetické politiky a ochrany divočiny a za jeho celoživotní závazek k sociální spravedlnosti a základním lidským právům. Druh byl pojmenován jako Etheostoma jimmycarter.